# ۷۶۳ (قمری)
۷۶۳ (قمری)، هفتصد و شصت و سومین سال در گاهشماری هجری قمری است. اول محرم این سال برابر با هشتم نوامبر سال ۱۳۶۱ میلادی است.

## وابسته
- سلمان ساوجی
- مرینیان